# Бродвей (театр, 53-я улица)
«Бродве́й» или «Бродве́йский» (англ. Broadway Theatre; рус. «Театр „Бродвей“») — бродвейский театр, расположенный на пересечении улиц 53-й и Бродвея (здание № 1681) в театральном квартале Манхэттена, Нью-Йорк, США. Зрительный зал может вместить до 1761 человека, что делает театр одним из самых вместительных в городе.

## История
Здание театра было возведено по проекту итало-американского архитектора Евгения Де Роса для Бенджамина Мосса. Открылся театр в Рождество 1924 года под названием «Колониальный театр Б. С. Мосса». Использовался для проведения эстрадных шоу и показа фильмов.
В первые 15 лет театр неоднократно менял своё название (см. раздел #Названия) и предназначение. Например, с 1937 по 1939 год здесь показывали только картины итальянского кинематографа. В начале 30-х позиционировал себя в качестве драматического театра. Здесь играли такие звёзды, как Милтон Берле, Вивьен Ли, Хосе Феррер, Эрта Китт, Зеро, Мостел, Мэй Уэст и другие.
13 ноября 1928 года в «Бродвее» состоялась премьера первого звукового короткометражного анимационного фильма «Walt Disney Productions» — «Пароходик Вилли». Спустя двенадцать лет компания представляла здесь свой третий полнометражный анимационный фильм и первый со стереофоническим звуком (система «Fantasound») — «Фантазия».
В 1939 году театр покупает «The Shubert Organization» и за ним закрепляется окончательное название. Компания реконструирует здание и делает его популярным для постановки мюзиклов. Последующие реконструкции были в 1956 и 1986 годах.
В 50-х годах XX века в «Бродвее» проходил прокат фильмов, снятых в формате «Синерама».

## Основные постановки
- 1930: «Ньюйоркцы»
- 1941: «Слишком много девушек»
- 1942: серия «Моя сестра Эйлин»
- 1943: «Леди в ночи»
- 1948: «Три мушкетёра»
- 1952: «Целуй меня, Кэт»
- 1953: «Юг Тихого океана»
- 1962: «Моя прекрасная леди»
- 1966: «Смешная девчонка»
- 1968: «Кабаре»
- 1976: «Парни и куколки»
- 1977: «Виз»
- 1979: «Эвита» (бродвейская премьера)
- 1985: «Король и я»
- 1989: «Отверженные» (бродвейская премьера)
- 1991: «Мисс Сайгон»
- 2001: «Взрыв!»
- 2004: «Мечты Бомбея»
- 2005: «Парни из Джерси»
- 2005: «Пурпурный цвет»
- 2008: «Шрек»
- 2010: «Обещания, обещания»
- 2011: «Действуй, сестра!» (бродвейская премьера)
- 2013: «Золушка»
- 2015: «Доктор Живаго» (бродвейская премьера)
- 2015 «Скрипач на крыше» (возрождённая, текущая)

## Названия
За свою почти столетнюю историю театр несколько раз менял своё название:
- 1924 — 1926: «Колониальный театр Б. С. Мосса» (англ. B.S. Moss's Colony Theatre);
- 1926 — 1930: «Колониальный театр „Universal“» (англ. Universal's Colony Theatre);
- 1930 — 1932: «Бродвейский театр Б. С. Мосса» (англ. B.S. Moss's Broadway Theatre);
- 1932 — 1933: «Бродвейский театр Эрла Кэрролла» (англ. Earl Carroll's Broadway Theatre);
- 1933 — 1935: «Бродвей» или «Бродвейский» (англ. Broadway Theatre);
- 1935 — 1937: «Бродвейский театр Б. С. Мосса» (англ. B.S. Moss's Broadway Theatre);
- 1937 — 1939: «Римское кино» (итал. Ciné Roma);
- 1939 — наст. время: «Бродвей» или «Бродвейский» (англ. Broadway Theatre).

## Технические данные
- Вместимость зала: 1761 человек;
- Размеры сцены: 18 м (ширина)[2].